# Betlen János
Betlen János (Budapest, 1946. július 27. –) Prima Primissima-díjas magyar közgazdász végzettségű újságíró, tolmács, műfordító televíziós műsorvezető.

## Élete
Betlen Oszkár újságíró, történész fia. 1958-ban a Szovjetunióban volt úttörőtáborban, ahová mint jó oroszos kerülhetett. Egyetemi tanulmányait a Marx Károly Közgazdaságtudományi Egyetem nemzetközi kapcsolatok szakán végezte (a Közgazdász hetilapnál cikkeket írt).)
A Magyar Rádiónál 1969-ben kezdte el pályafutását, ahol a külföldi adások munkatársa – a rendszerváltás után rövid időre főszerkesztője volt. 1984–85 között a Soros Alapítvány budapesti irodájának titkára, 1989-ig külső munkatársa volt. Többnyire név nélkül, külföldi újságokat tudósított (Le Monde, La Repubblica), 1988-1990-ben pedig rendszeres tudósításokat küldött a francia nyelvű belga közszolgálati rádiónak, valamint a La Libre Belgique konzervatív napilapnak.
Közben engedélyezetlen ellenzéki kiadványokban is megjelentek fordításai, valamint 1977-ben ő írta az "Emberi Jogok a Gulyás-szigetvilágban" című politikai pamfletet. Neve az 1979-ben bebörtönzött csehszlovák ellenzékiek perében hozott ítéletek elleni tiltakozás aláíróié között is szerepelt. 
Televíziós munkája a Magyar Televízióhoz kötődik. Az MTV-nél 1989-ben kezdett dolgozni alkalmi műsorvezetőként, 1990 tavaszáig a késő esti tévéhíradóban, közben két egymást követő 12 részes történelmi műsorsorozat házigazdája volt. Az egyik az 1956-os forradalomról, a másik a Kádár-rendszerről szólt. Eközben a „Tévés négyes” című Heti Hetes-szerű műsor egyik résztvevője volt a videókazettán terjesztett Fenyő János-féle TV4-en Havas Henrikkel, Horvát Jánossal és Verebes Istvánnal együtt. 1992-től 1994-ig a Nap-TV egyik műsorvezetőjeként működött.1994 júliusától 10 hónapon át a TV Híradó főszerkesztője volt. Leváltása után, 1995-ben tűzte műsorra a Magyar Televízió az ő egyéniségére szabott, hétköznapi emberek életével foglalkozó Jani házhoz megy című sorozatát, valamint a Törzsasztal című késő esti értelmiségi vitaműsort. 2002-ben, a kormányváltás nyomán megszűnt az Aktuális, ez után a Kormányváró műsorvezetője volt, majd a Záróra című éjszakai értelmiségi műsorban is szerepelt. 2003-tól pedig tíz év után a Nap-keltében is dolgozott ismét. Miután az MTV "házon belülre" vitte a reggeli műsort, 2009 októberétől az új reggeli közéleti magazinban, a Ma Reggelben lett műsorvezető. 2011 szeptemberétől a Duna TV „Klubszoba” című heti közéleti elemzőműsorának műsorvezetését vette át, 2014 végéig. Ez után a Világ című nemzetközi magazin szerkesztője volt, 2018 végéig. 
A Metazin internetes magazin szerkesztője Pogonyi Szabolccsal.

## Művei
- Fekete felhő Olaszország felett; Kossuth, Bp., 1972
- Aktuális volt; Alexandra, Pécs, 2002

### Fordításai
- Antonio Gramsci: Az új fejedelem (Magyar Helikon, 1977)
- Roger Borniche: A banda (Európa, 1980)
- André Brink: Fekete éjbe nézve (Európa, 1980)
- Michel de Ghelderode: Drámák (Európa, 1982)
- André Brink: Aszály vagy vízözön  (Magvető, 1982)
- Gore Vidal: Teremtés (Európa, 1985)
- Antonin Artaud: Könyörtelen színház (Gondolat, 1985)
- Winston Churchill: A második világháború (1989)
- George Orwell: Hódolat Katalóniának (AB Kiadó, 1985)
- Primo Levi: Akik odavesztek és akik megmenekültek (Európa, 1990)

## Díjai
- Prima Primissima-díj (2024)[6]